# Kaszewice
Kaszewice – wieś w Polsce położona w województwie łódzkim, w powiecie bełchatowskim, w gminie Kluki, ok. 10 km na południowy zachód od Bełchatowa.
W latach 1954–1972 wieś należała i była siedzibą władz gromady Kaszewice. W latach 1975–1998 miejscowość administracyjnie należała do województwa piotrkowskiego.

## Historia i turystyka
Kaszewice znane są od 1391 roku. W centrum wsi znajduje się zabytkowy, drewniany, modrzewiowy kościół Świętej Trójcy (zabytek II klasy), wzniesiony w 1612 r. przez Mikołaja Koniecpolskiego. Do XVIII w. był filią parafii w Parznie, od 1856 r. jest kościołem parafialnym. Kilkakrotnie przebudowywany i odnawiany, gruntownie odremontowany w 1931.
Położony jest w środku wsi, wśród starych lip, otoczony murem z cegły i kamienia. Bramy i furtki ogrodzenia wykonane zostały z kutego żelaza. W południowej części ogrodzenia znajduje się dzwonnica. We wnętrzu kościoła zwraca uwagę ołtarz główny, rzeźbiony w drzewie, ambona drewniana, chrzcielnica kamienna w kształcie kielicha, obrazy i rzeźby. W pobliżu kościoła znajduje się kapliczka murowana z cegły z 1945 r. Wewnątrz figurka drewniana św. Jana Nepomucena z XVIII w.
Przy drodze wiodącej z Kaszewic do Ścichawy na postumencie murowanym z cegły znajduje się wysoki murowany ozdobny krzyż z kutego żelaza z małą figurką Chrystusa z datą 1931 r.

## Ludzie związani z Kaszewicami
- Marcin Cieński z Cieni (1640–1719) – żołnierz, towarzysz pancerny, rotmistrz chorągwi husarskiej, chorąży województwa sieradzkiego 1683–1693.

 przez wieś biegnie Łódzka Magistrala Rowerowa N-S